# 過去に存在したダイエーのフランチャイズ店舗
過去に存在したダイエーのフランチャイズ店舗（かこにそんざいしたダイエーのフランチャイズてんぽ）は、株式会社ダイエーのフランチャイズとして営業していた店舗の情報を掲載している。
- ダイエー直営店、直営から転換した店舗、直営に転換した店舗については過去に存在したダイエーの店舗を参照。
- ダイエー子会社でダイエーブランドを名乗った店舗については過去に存在したダイエーの店舗を参照（グルメシティ北海道、グルメシティ九州、サカエヤなど）。
- ダイエー関連子会社でオリジナルブランドを名乗った店舗についてはそれぞれの子会社を参照（ビッグ・エー、マルエツなど）。フランチャイズ時代についてはこちらにも記述がある。
- 出店を断念した店舗は出店を断念したダイエーの店舗一覧を参照。

## 北海道
- 桑園駅西口店（1996年（平成8年）11月20日[1] - 2003年（平成15年）5月31日）　札幌市中央区北11条西15丁目
  - 北海道旅客鉄道（JR北海道）との合弁会社である北海道ジェイ・アール・ダイエーが運営していた[1]。JR桑園駅に直結した北海道内初の高架下スーパー[1]。
- 鉄東北十条店（1997年（平成9年）11月29日[2] - 2004年（平成16年）1月29日）　札幌市東区北10条東5丁目1-40
  - JR北海道との合弁会社である北海道ジェイ・アール・ダイエーが運営していた[2]。ダイエーと契約打ち切り、2005年（平成17年）3月にジェイ・アール生鮮市場鉄東北10条店となった[3]。
- 星置店（合弁時代:1994年（平成6年）11月1日[4] - 1998年（平成10年）3月31日[5]）→0674：星置店[6]（1998年（平成10年）4月8日[6] - 2000年（平成12年））→7874：ディー・ハイパーマート星置店[7]（2000年（平成12年）9月1日[要出典] - 2002年（平成14年）2月14日[8]） 札幌市手稲区星置1条2丁目1-1
  - JR北海道との合弁会社である北海道ジェイ・アール・ダイエーとしての1号店として開店[4]、その後ダイエーに譲渡され直営化して1998年（平成10年）4月8日に「ダイエー星置店」として新装開店し[6]、2000年（平成12年）9月1日に株式会社ディー・ハイパーマートに移管された[7]。
- ちとせデパート（1982年（昭和57年）12月10日[9] - 1999年（平成11年）2月24日[10]） 千歳市幸町4-1[9]
  - 鉄筋コンクリート造[9]、延べ床面積約16,695m2[9]、店舗面積約8,454m2[9]（当社店舗面積約6,785m2[9]）、駐車台数約400台[9]。
  - ちとせデパートのFC契約店舗[10]。
  - 1982年（昭和57年）に地元商業者らの共同出資で千歳市中心部に設立・建設された千歳市内最大規模（店舗面積約8,000m2）の商業施設「エスプラザ」の核店舗として開店し、1992年（平成4年）2月期には売上高約62億円を上げたが、1996年（平成8年）3月に大幅増床して業態転換した店舗面積17,000m2の「千歳サティ」（現：イオン千歳店）が開業した影響などで1996年（平成8年）2月期から3期連続の赤字を計上して1998年（平成10年）2月期には売上高約27億円までに減少するなど業績が悪化したため、1999年（平成11年）1月29日に札幌地方裁判所に自己破産を申請して同日に破産宣告を受け、在庫商品を販売して従業員の退職金などに充てるためその後も2月末まで営業を継続して閉店した[10]。
  - 閉店後については千歳タウンプラザを参照。
- ショッピングセンター東武（1973年（昭和48年）7月7日[11] - 2005年（平成17年）6月[12]） 標津郡中標津町東5条北1丁目[13]
  - 敷地面積約4,342m2[11]、鉄筋コンクリート造地上3階[11]、延べ床面積約7,118m2[11]、店舗面積約2,408m2[11]（当社店舗面積約973m2[11]）、駐車台数約300台[11]。
  - 1982年（昭和57年）にダイエーと資本・業務提携した[14]。
  - 東武（東武ストアではない）のフランチャイズ店舗。東武サウスヒルズへ移転する形で閉店[12]。
  - 店舗跡は2005年（平成17年）10月末から解体工事が行われ[15]、2008年（平成20年）4月26日にフクハラ中標津店が開店した[13]。
- 東武サウスヒルズ（2005年（平成17年）7月1日[16] - 2006年（平成18年）フランチャイズ契約解除） 標津郡中標津町南町3-10[17]
  - 東武（東武ストアではない）のフランチャイズ店舗。2006年（平成18年）に提携を解消した。
- 東武端野店[18]（スーパーTマート東武）（1995年（平成7年）9月22日[19] - 2006年（平成18年）フランチャイズ契約解除） 常呂郡端野町字三区572-1　（現北見市端野町三区572-1）[要出典]
  - 東武（東武ストアではない）のフランチャイズ店舗。2006年（平成18年）に提携を解消した。[要出典]

## 青森県

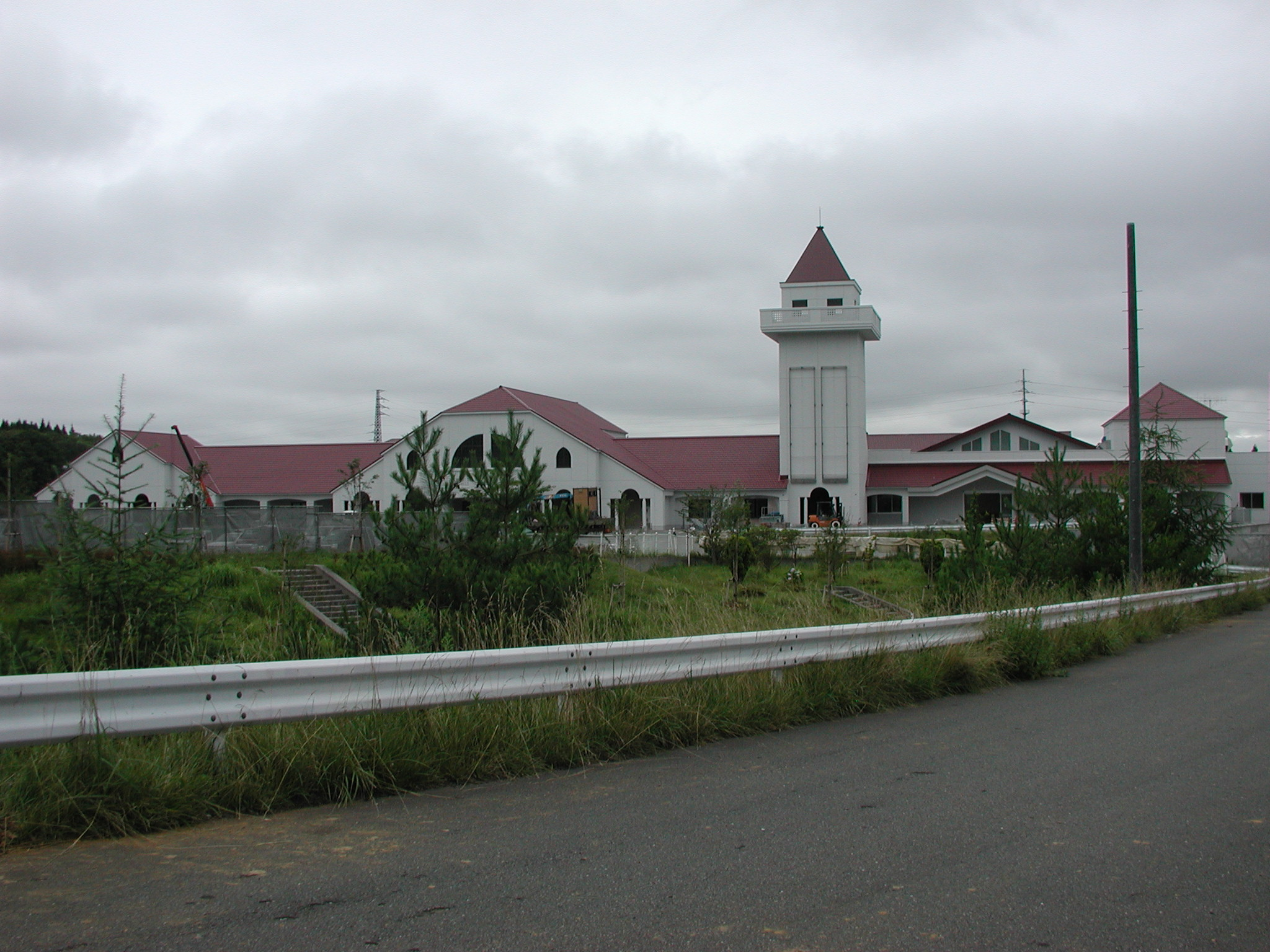
むつ市役所本庁舎として活用されることになった、元：むつSCむつ中央店

- FCむつ中央店、アークスプラザ（1995年（平成7年） - 2005年（平成17年）9月19日[20]） むつ市中央2-22-3[21]
  - 鉄筋コンクリート造2階建て[21][22]、延べ床面積約13,033m2[21]、店舗面積約9,013m2[21][22]（直営店舗面積約7,000m2[21]）、駐車台数約600台[22]。
  - 下北交通の所有地に総工費約15億円で建設されたショッピングセンターで、「むつショッピングセンター」のほか20店舗が出店していた[22]。
  - 青森県下北地区最大の郊外店だったが投資額が約40億円に上ったため結果として過大投資となり、2005年（平成17年）9月の倒産の引き金を引くことになった店舗である[20]。
  - 青森県で初めて大型商業施設跡を改修して[23] むつ市役所本庁舎が2009年（平成21年）9月24日に移転して全国でも珍しいワンフロアの市役所となった[24] ほか、敷地の一部を無償貸与してむつ警察署が移転し[25]、2013年（平成25年）9月2日から業務を開始することになった[26]。
- FC田名部店×（1971年（昭和46年）[27] - 2005年（平成17年）9月19日[20]） むつ市田名部町8-39[28]
  - 延べ床面積約4,352m2[29]、店舗面積約3,615m2[29]（直営店舗面積約3,444m2[29]）。
  - 田名部駅前に出店していた[27]。
  - この2店舗は、FC契約していたむつショッピングセンターの破産により、2005年（平成17年）9月20日突然閉鎖された[20]。
- FCとうてつ駅ビル店×（1985年（昭和60年）10月28日[30][31] - 2003年（平成15年）3月FC契約解除[要出典] - 2006年（平成18年）3月商品供給契約解除 - 2007年（平成19年）3月31日閉店[31][32]） 十和田市東一番町７−１１ SC名称:十鉄ターミナルビル[33]
  - 延べ床面積約15,175m2[33]、店舗面積8,608m2[33]。
  - 十和田観光電鉄十和田市駅ビルでの十和田観光電鉄の子会社の十鉄ターミナルビルによるフランチャイズ店舗[34]。（2003年（平成15年）3月まで）[要出典]
  - 1階はバスターミナル、2階は十和田市駅と直結していたほか、約600台収容可能な駐車場も併設していた[34]。
  - 店舗跡を含めたショッピングセンター全体の再開発計画が2006年（平成18年）12月に仙台市の開発業者「サンシティ」によって打ち出されていたが2007年（平成19年）3月30日に土地・建物の価格面で折り合いが付かないとして再開発計画を断念したが、ターミナル部分と銀行・郵便局を除いて閉店となった[32]。
  - その後も、2007年（平成19年）10月30日には新たな再開発構想が浮上し[35]、十鉄の親会社である国際興業が新たな開発業者として大和システム（大阪府大阪市）と交渉し土地と建物の売却契約を結ばれて同社に譲渡されたが[36]、2010年（平成22年）10月に大和システムが民事再生法の適用を申請してその手続きに入ったことからこの計画は事実上白紙撤回された[37]。
  - 地元の不動産業者が受け皿となる不動産開発会社を設立して、2011年（平成23年）3月までに買収交渉を終えて取得し[37]、2012年（平成24年）1月にスーパーマーケットを核店舗として物販・飲食や銀行などのテナントが入居する約8,000m2の商業施設にアートやイベントなどで活用できる公益的機能を持たせた約1,000m2の広場を併設した新たな複合商業施設を建設する構想が浮上した[38] が、この不動産開発会社は建物の解体を行ったものの新たな施設を建設する前の段階に留まった状態で、2014年（平成26年）4月までに青森県を中心にスーパーマーケットをチェーン展開しているユニバースに会社ごと売却された[39]。
  - 2016年（平成28年）3月30日にスーパーのユニバースを核店舗とする大型複合商業施設を同年11月に開業する計画を発表した[40]。その後、2016年11月11日に「ユニバース十和田東ショッピングセンター」の名称で開業した[41]。（十和田市駅#駅ビル再開発計画の項も参照）
- FCとうてつ三沢店（1996年（平成8年）7月4日開店[42] - 2003年（平成15年）3月FC契約解除 - 2006年（平成18年）3月商品供給契約解除 - 2006年（平成18年）12月末閉店[43][44]） 三沢市松園町3-10−1 
  - 店舗面積7,441m2[42]
  - 三沢市松園町の西側に建てられたショッピングセンタービートルプラザの核店舗として出店していた[45] 総合スーパー[44]。
  - 店舗跡には、2007年（平成19年）3月22日に地場衣料品チェーン店のトマト衣料館が開店し、同月31日にドラッグストアチェーンの横浜ファーマシーが運営する食品も扱うスーパーシティアサヒ ビートルプラザ店が開店して取扱品目面も含めた後継店舗となった[44]。
- FC五所川原店（野宮[33]→スーパーストア運営、1994年（平成6年）6月[33] - 2006年（平成18年）FC契約解除） 五所川原市姥萢宇桜木17-1[33]
  - 店舗面積2,200m2（うち直営1,640m2）[33]、延べ床面積約3,249m2[33]。
- FC中里ショッピングタウンベル（野宮[33]→スーパーストア運営、1995年（平成7年）7月[33] - 2005年（平成17年）FC契約解除） 北津軽郡中里町大字中里字紅葉155[46]（現：北津軽郡中泊町大字中里字紅葉15）
  - 店舗面積2,999m2（うち直営1,980m2）[33]、延べ床面積約4,025m2[33]。
- FCスーパーストア金木タウンセンター（野宮[46]→スーパーストア[33]、2000年（平成12年）11月[33] - 2005年（平成17年）FC契約解除） 旧北津軽郡金木町大字金木字沢部468-1[46]（現五所川原市金木町沢部468-1[33]）
  - 店舗面積10,692m2[33]、延べ床面積約14,948m2[33]。

## 岩手県
- FCシティ青山店（1975年（昭和50年）4月[47]2日 - 2003年（平成15年）フランチャイズ契約解除[48] - 2006年（平成18年）2月に商品供給停止[48]） 盛岡市月が丘2-1-3[49]
  - 延べ床面積約3,329m2[47] → 約36,032m2[49]、店舗面積約1,475m2[47] → 15,189m2[49]。
  - ショッピングセンターは国際興業グループの「シティ商事」が運営し、またFC契約も同社が行っていた[50]。
  - 2003年（平成15年）にフランチャイズ契約が解除されて商品供給のみとなり[48]、2006年（平成18年）2月に商品供給が停止されたため自社仕入れに切り替え[48]、約5億円をかけて改装して2006年（平成18年）7月からシティ青山として新装開店したが[48]、自社仕入れ切替後コスト増となった上競争が激化していたため[48] 2007年（平成19年）1月に直営の売場を閉鎖した。
  - 直営売り場閉鎖後2007年（平成19年）2月に核店舗としてスーパーのジョイスが出店したが、賃借料負担が重く収益が悪化していたため2008年（平成20年）10月13日に閉店し、サンドラッグもほぼ同時に撤退した[51]。
  - その後も100円ショップの「ダイソー」[50] や時計店[52]、飲食店、婦人服販売、スポーツクラブ、パソコン教室などが入居する商業施設として営業し[53]、2010年（平成22年）春に岩手県の地場資本のスーパーマーケットチェーン「マルイチ」が出店を計画して新たな核店舗が入居する方向になっていた[54] が、2007年（平成19年）12月に土地・建物を取得していた大阪の不動産会社グランディムが[50] 2009年（平成21年）6月10日までにテナント各店に閉店を通告してその期日である2009年（平成21年）6月20日をもって閉店となった[52]。
  - 商業施設としての営業を完全に終了した後に地場資本のスーパーマーケットチェーンを展開しているベルプラスに売却されて2010年（平成22年）に建物の解体工事が開始され[55]、跡地と周辺の土地を合わせた敷地にベルプラスのディスカウント型のスーパーマーケット「ビッグハウス青山店」やドラッグストアの「ツルハ」、100円ショップの「セリア」、スポーツクラブなどが入居する7棟からなるオープンモール型のショッピングセンターが2012年（平成24年）11月に開業した[56]。

## 山形県
- FC酒田店 → 酒田店×（旧酒田大沼→酒田ダイエー、1986年（昭和61年）3月22日 - 1991年（平成3年）9月1日直営化 - 2005年（平成17年）8月31日[57]）酒田市幸町2-1-1
  - 山形の老舗百貨店の大沼が[58]、1971年（昭和46年）8月30日に倒産した地元百貨店[59]「小袖屋」の営業を引き継ぐ形で[58]1971年（昭和46年）11月20日に酒田市中町で大沼酒田中央店として開業[60]。
  - 1976年（昭和51年）10月29日に発生した酒田大火で周辺の市街地22.5haと共に全焼し、以降は1981年（昭和56年）9月の店舗再建まで同市山居町の山居マートアメヨコに仮店舗で営業を続けた。
  - 1981年（昭和56年）9月26日に庄交ターミナルビルの核店舗として再建。庄内交通のバスターミナルを併設しており、酒田市全市からのバスが乗り入れる立地となっていた。
  - その後は売上げ等の影響でダイエーと提携。1986年（昭和61年）3月22日からダイエーを看板に掲げ営業していた[61]。酒田大沼はその際に、酒田ダイエーに社名変更しているが1991年（平成3年）に清算された。
  - 店舗面積7,930m2[62]。
  - 不採算で2005年（平成17年）8月31日に閉店し、跡地には2007年（平成19年）にパチンコ・マルハン酒田店が入居した[63]。
- 湯の浜店（? - 1998年（平成10年）8月23日）[要出典]

## 茨城県

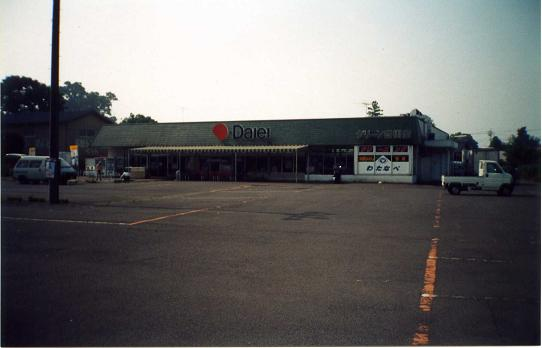
ダイエーグリーン沓掛店

- FCグリーン沓掛店×（? - ?）旧：猿島郡猿島町沓掛1566（現：坂東市沓掛1566）
  - 株式会社グリーンショッピングセンターの運営店舗。2005年（平成17年）2月9日にエコス沓掛店が開店した[64]。
- {FCグリーン岩井店（1977年（昭和52年）6月3日[65] - ?）旧：岩井市辺田1517番地（現：坂東市辺田1517番地[66]）
  - 店舗面積3,332m2[67]
  - 中心商店街から約800m南に離れた場所に出店していた[67]。
  - 株式会社グリーンショッピングセンターの運営店舗。2000年（平成12年）9月1日にマルエツ岩井店が開店した[68]。

## 千葉県
- FCダイエー関宿店（1985年（昭和60年）3月10日[69] - ?） 旧：東葛飾郡関宿町東宝珠花321（現：野田市東宝珠花321）[33]
  - 店舗面積2,960m2（うち直営2,540m2）[33]、延べ床面積約4,070m2[33]。
  - 株式会社関宿ショッピングセンターの運営店舗。
  - 店舗跡には2000年（平成12年）8月9日にエコス関宿店が新たな核店舗として開業した[70]。

## 新潟県
- ダイエーカネダイ新発田店（1979年（昭和54年）9月14日[71] - 1989年（平成元年）6月30日[72]）新発田市 SC名称:新発田ダイエー
  - 同市を中心にガソリンスタンドなどを展開する商社「川崎商会」がダイエーとフランチャイズ契約し、中心部の川崎ビルに店舗を構えた。店名の「カネダイ」は同社の社章にちなむ。建物が手狭となったため1990年（平成2年）、郊外の日渡（同社新発田バイパス給油所敷地内）に移転し、後述の「ダイエー新発田店」に改称した。なお川崎ビルはダイエー移転後、川崎商会本社になり、解体された。[要出典]
- 新発田店 → グルメシティ新発田店（1990年（平成2年）11月22日[73] - 2001年（平成13年）4月30日[74]） 新発田市
  - 店舗面積3,278m2[62]。
  - 前述のダイエーカネダイ新発田店の移転店舗。跡地にはマルハン新発田店が入居。[要出典]

## 富山県
- FCハッピー氷見店（1978年（昭和53年）11月2日[75] - ?）氷見市幸町9-78[75]
  - 敷地面積約14,808m2[75]、鉄骨コンクリート造地上2階建て塔屋1階[75]、延べ床面積約7,675m2[75]、店舗面積約4,362m2[75]（直営店舗面積約918m2[75]）、駐車台数約500台[75]。
  - ハッピータウン内。株式会社マルワフードが運営。マルワフード直営化で対応し存続[要出典]
- FCダイエー本郷店（? - ?） 富山市[要出典]
- FCダイエー六家店（? - ?） 高岡市六家[要出典]

## 石川県

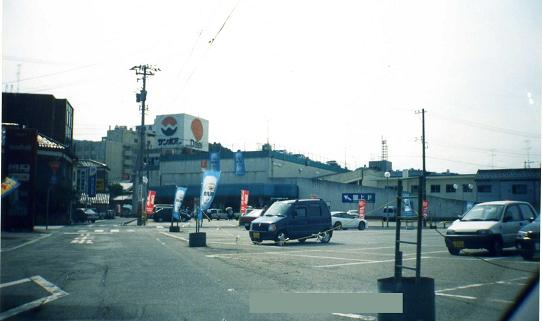
FCダイエー輪島店

- FC輪島店×（1981年（昭和56年）5月[46] - ?）輪島市河井町20-1-7[46]
  - サンポアわじまの店舗面積3,708m2[46]、延べ床面積約4,851m2[46]。うちヤスサキの店舗面積3,115m2[46]。
  - ヤスサキ直営化・サンポアグルメ館ふらっと店として営業していたが、2009年（平成21年）2月末に閉店。2010年（平成22年）6月に建物は取り壊された。[要出典]

## 福井県
- FCヤスサキ鳥羽店×（? - ?） 鯖江市鳥羽3-1338[76]
  - ハイパー鳥羽店を改装し、2001年（平成13年11月23日に「ワイプラザ鳥羽」として新装開業した[77]。この新装開業時に食品スーパーの「フーズセンター」も改装して「グルメ館」として新装開業した[77]。
  - FC脱退後に同市へ開設しているグルメ館鯖江店へ統合。建物は同年ザ・ダイソー ヤスサキ福井鳥羽店へ業態変更。後に閉店。
- FCグルメ館敦賀店 （2001年（平成13年）1月[46] - ?） 敦賀市櫛林8-4-1[46]
  - 店舗面積1,309m2[46]、延べ床面積約1,765m2[46]。うち直営面積1,483m2[46]。
- FCワイプラザ武生店 （1991年（平成3年）11月[46] - ?） 旧：武生市横市町28-14-1[46]（現：越前市横市町28-14-1）
  - 店舗面積7,665m2[46]。うちヤスサキの店舗面積5,000m2[46]。
- FCマイフーズ若杉店×[要出典]（1992年（平成4年）4月[46] - ?） 福井市若杉浜3-70-3[46]
  - 店舗面積1,483m2[46]。
- FCヤスサキパリオ店（1989年（平成元年）11月[46] - ?） 福井市松城町12-7[46]
  - イーストモールパリオの店舗面積16,133m2[46]、延べ床面積約29,825m2[46]。うちヤスサキの店舗面積7,600m2[46]。
- FCワイプラザグルメ館松本店（2000年（平成12年）9月[46] - ?） 福井市松本3-16-57[46]
  - 店舗面積1,800m2[46]。
- FCワイプラザグルメ館新保店（1997年（平成9年）11月[46] - ?） 福井市新保町7-9-1[46]
  - 店舗面積6,264m2[46]。
  - 上記のFC7店舗は全て株式会社ヤスサキの経営。いずれも提携解消で独立しており、のちに閉鎖したマイフーズ若杉店、ヤスサキ鳥羽店を除きFC当時の建物で営業中。[要出典]

## 山梨県
- FC貢川店（1997年（平成9年）11月[78] - 1999年（平成11年）8月29日） 甲府市 SC名称：山梨交通貢川ショッピングセンター
  - 年間売上高90億円を目指していたが約20億円に留まり赤字となって閉店[79]。
  - 貢川ショッピングセンター（延べ床面積約17,489m2）には、コジマNEW甲府店が入居した[80]。
- FC湯村店（1990年（平成2年）11月[80] - 2003年（平成15年）9月[81]） 甲府市千塚1-9-14[80] SC名称：山梨交通湯村ショッピングセンター
  - 地上4階建てで売場面積約9,494m2のショッピングセンターとして建設された[34]。
  - ダイエー撤退後は、オギノ湯村ショッピングセンターになっていたが[81]（こちらもダイエーからのテナントである「らんらんらんど」は今も健在）、2018年に閉店。建物は解体され、跡地にはいちやまマート湯村店が2021年5月に開店した。[要出典]
  - オギノ湯村ショッピングセンターの店舗面積3,708m2[80]、延べ床面積約10,588m2[80]。

## 長野県
- FCニシザワ伊那ショッパーズプラザ（1974年（昭和49年）10月31日[82]） 伊那市
  - ダイエーとFC契約を締結したことに伴って改装し、新装開店した[82]。
- FCニシザワショッパーズ通り町店[83]（1966年（昭和41年）9月15日[84]） 伊那市通り町1-6[83][84][85]
  - 店舗面積約495m2[84][86]
  - 旧・スーパーニシザワ通り町店[85]。

- FCニシザワショッパーズ八幡町店（1967年（昭和42年）11月15日[84]） 伊那市八幡町[84]
  - 店舗面積約264m2[84]

- FCニシザワショッパーズ双葉店（） 伊那市双葉町55[87]

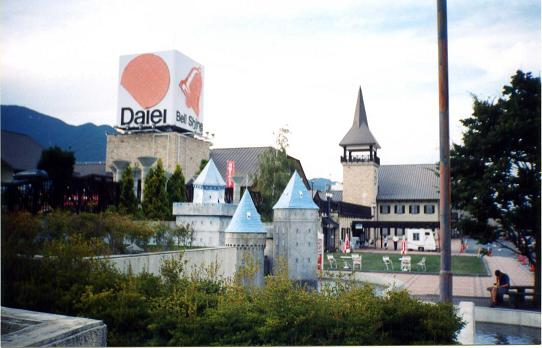
ベルシャイン駒ヶ根店

- FCダイエーベルシャイン伊那店（1982年（昭和57年）3月30日[88] - ）（建物存続→ベルシャイン伊那店） 伊那市日影435-1[88]
  - 敷地面積約20,000m2[88]、鉄筋コンクリート造地上2階建て塔屋1階[88]、延べ床面積約3,086m2[88]、店舗面積約8,121m2[88]（直営店舗面積約14,373m2[88]）、駐車台数約1,200台[88]。
  - 人家もまばらな水田地帯に開業した大型駐車場を持つ郊外型店[89]。
- FCダイエーベルシャイン伊北店（1987年（昭和62年）2月[90] - ?） 上伊那郡箕輪町沢[91]
  - FCのベルシャイン3店は株式会社ニシザワの直営化で存続。プライベートブランド商品はセービングからCGCジャパンに変更。店内POPや提携カード（オーエムシーカード）等にダイエー色が残る。又、女子従業員の制服はダイエーの物と同一であり、名札も旧ダイエーグループ統一仕様の物を現在も使っている。[独自研究?]
- FCニシザワショッパーズ宮の前店（1985年（昭和60年）11月15日[92] - ?） 駒ヶ根市

- {FCダイエーベルシャイン駒ヶ根店[93]（1993年（平成5年）3月17日[94] - ）（建物存続→ベルシャイン駒ヶ根店） 駒ヶ根市赤穂1568[95]
  - 敷地面積約34,000m2[94]、延べ床面積約17,500m2[94]、店舗面積約12,000m2[94]。

- FCニシザワショッパーズ南松本店（） 松本市宮田2-7[96]

- FCニシザワショッパーズ辰野店（） 上伊那郡辰野町大字辰野1674[97]

- FCニシザワショッパーズ箕輪店（1971年（昭和46年）7月[98]） 上伊那郡箕輪町大字中箕輪9538-1[99]
  - 店舗面積約528m2[86]

- FCニシザワショッパーズ宮田店（1979年（昭和54年）7月[100]） 上伊那郡宮田村6681[101]

- FCニシザワショッパーズ信大前店（1984年（昭和59年）6月[102]） 上伊那郡南箕輪村二本木8304-158[102]
  - 店舗面積約495m2[102]
  - 信州大学の前にあり、公共交通機関の無い地区への出店の為、自動車での来店客が多い店舗だった[102]。

## 大阪府
- 主婦の店長瀬店（1981年（昭和56年）[103] - ?） 大阪府東大阪市[103]
  - 稔屋商事が運営していた[103]。

- 北花田マート（? - ?）[要出典]

## 兵庫県
- ダイエーふうしゃ上野店（1978年（昭和53年）3月1日[104] - ?） 西脇市上野字西谷151-1[104]
敷地面積約12,562m2[104]、鉄骨鉄筋コンクリート造地上2階建て塔屋1階[104]、延べ床面積約6,959m2[104]、店舗面積約3,677m2[104]（当社店舗面積約2,296m2[104]）、駐車台数約850台[104]。
風車卸衣料株式会社が運営する店舗として出店していた[104]。
- ダイエーハトヤ福良店（三原郡南淡町福良、1984年（昭和59年）11月開店 - ?）

## 鳥取県
- やよいデパート（米子市角盤町1-168[105]、1970年（昭和45年）9月26日開店[106][107][108]）
  - 敷地面積約3,387m2[105]、鉄骨鉄筋コンクリート造地下1階地上5階建て塔屋1階[105]、延べ床面積約13,524m2[105]、店舗面積約7,989m2[105] → 約9,642m2[108]（直営売場面積約4,610m2[108]）、駐車台数約108台[105] → 約320台[108]。
  - 国道9号線の拡幅に伴って移転を迫られた小売店18店舗が中心となって開店し[109]、組合による寄合百貨店として全国から注目を集めた[110]。

## 広島県
- 鶴屋天満店（尾道市天満町2-5[111]、1959年（昭和34年）4月開店[112] - ?閉店）
  - 店舗面積280m2[111]。
- 鶴屋栗原店（尾道市栗原東2-3-24[113]、?開店 - ?閉店）
  - 店舗面積825m2[113]。
- 鶴屋駅前店（尾道市東御所町3-6[114][115]、1959年（昭和34年）7月11日開店[114] - ?閉店）
  - 店舗面積1,900m2[114]。
- 鶴屋モードセンター（尾道市土堂町2-4-11[113]、1961年（昭和36年）4月開店[112] - ?閉店）
  - 店舗面積680m2[113]。
- 鶴屋長江店（尾道市十四日元町2-18[115][116]、1972年（昭和47年）12月開店[116] - ?閉店）
  - 店舗面積1,000m2[113] → 約3,372m2[116]（当社店舗面積約1,900m2[116]）。
- 鶴屋向東店（尾道市向東町岡浜8918[115]、?開店 - ?閉店）

## 山口県
- FC厚狭店（1982年（昭和57年）1月[117] - 1999年（平成11年）3月FC契約解除） 厚狭郡山陽町[117]（現：山陽小野田市）
  - 店舗面積1,727m2[117]。
  - 丸久が運営[117]。丸久のリストラ計画でダイエーとのFC契約が打ち切られて事実上の撤退。跡地は丸久厚狭店がフロアを拡大する形で使用。[要出典]

## 徳島県
- ダイエーハトヤ鳴門店 → トポス鳴門店（1973年（昭和48年）11月23日[118] - 1995年（平成7年）8月27日） 鳴門市撫養町斎田大堤18-1[119]
  - 店舗面積4,970m2[120]。
  - 1965年（昭和40年）4月、百貨店「ハトヤ鳴門店」として開店。[要出典]1973年（昭和48年）にダイエーのFC店「ダイエーハトヤ」として開業[118]。1989年（平成元年）3月25日にダイエーが直営化してトポスに転換[121]。株式会社ショッパーズエイシンが所有する建物に出店。[要出典]
- ダイエーハトヤ八万店（? - ?） 徳島市八万町二丈36-4[要出典]

## 愛媛県
- 今治ショッパーズプラザ（今治市旭町1丁目[122]、1972年（昭和47年）9月開店[123]）（*）
  - 地下1階地上5階建てで売場面積約7,901m2[124]。
  - 1998年（平成10年）にダイエーとのフランチャイズ契約を解消し、「ザ・ショッパーズ」の名称で自社経営の食料品スーパーと、外部テナントによる書籍および日用品を販売する専門店に業態転換した[124]。しかし、地上2・3階の一部と地上4・5階のすべてが空店舗となっていた[124]。
  - 解体され、跡地は隣接する今治国際ホテルの駐車場となっている。[独自研究?]
- 三島ショッパーズプラザ（*）
  - 建物は健在。その後大規模な改装が行われ、2018年12月12日に1/2Fがコーナン四国中央店(※ダイソーもあるが、こちらは独立したコーナーではなく｢コーナンのダイソー商品コーナー｣といった形態である)、B1Fがブックオフ/ハードオフ/オフハウスという編成で再オープンした。[125]
- コーノ三津店（1976年（昭和51年）3月[126] - 2007年（平成19年）7月18日[127]） 松山市
  - コーノの1号店[127]。店舗面積1,466m2[126]。
  - 2007年（平成19年）7月19日にラ・ムー松山西店がコーノから建物を賃借する形で開業した[127]。
  - 2019年（平成31年）1月、老朽化のため閉店。跡地は解体後大黒天物産が新店舗への建て替えを行い、同年8月に再度ラ・ムー松山西店としてリニューアルオープンする。[要出典]
- コーノ道後店（ - 2007年（平成19年）7月[127]） 松山市
  - 2007年（平成19年）7月上旬からスーパー「ダック松山」がコーノから建物を賃借する形で開業した[127] が、2013年（平成25年）12月29日に破産手続を申請し閉店。2014年（平成26年）2月19日に「ダック松山」は松山地方裁判所から破産手続の開始の決定を受けた[128]。その後2014年（平成26年）6月12日、「業務スーパー」道後店として開店。[独自研究?]
- コーノ南久米店（1983年（昭和58年）6月22日[129] - 閉店） 松山市南久米町243-1[129]
  - 店舗面積800m2[130]。
  - 建物は現在、ブックオフ/ハードオフ/オフハウス、そらともりRENが入居して健在。[独自研究?]
- 伊予店（1993年（平成5年）11月[131] - ?） 伊予市下吾川929-10[132]
  - 店舗面積2,199m2[131]。
  - 店舗跡は2000年（平成12年）にママイに売却[133]。
- 余戸店（- 2000年（平成12年）8月1日[要出典]）松山市余戸
- 久米店（1985年（昭和60年）3月2日[134] - 1999年（平成11年）12月31日[要出典]）松山市南久米町
- 鳥生ショッパーズプラザ（- 1999年（平成11年）10月20日[要出典]）今治市土橋町
- 東予ショッパーズプラザ（1976年（昭和51年）11月[135] - ）（*）旧：東予市三津屋南7-14[135]（現：西条市三津屋南7-14）
  - 店舗面積3,148m2[135]、延べ床面積約4,254m2[135]。
- ショッパーズ八幡浜駅前店（*）（1977年（昭和52年）7月[80] - 2006年（平成18年）[要出典]）
  - 店舗面積5,033m2[80]、延べ床面積約9,334m2[80]。
  - 閉店後は、自社経営の食料品スーパーと、外部テナントによる書籍および日用品を販売する専門店に業態転換したが、建物老朽化のため2014年8月23日に閉店。建物は解体、更地化後、2018年11月エースワン八幡浜店が開店。[独自研究?]
- ショッパーズ千代田町店（*）（1970年（昭和45年）1月[80] - ）八幡浜市千代田町1470-3[80]
  - 店舗面積2,696m2[80]、延べ床面積約4,495m2[80]。
- ショッパーズ内子店（*）（1980年（昭和55年）4月[33] - 2006年（平成18年）[要出典]）
  - 店舗面積1,201m2[33]、延べ床面積約2,009m2[33]。
- ショッパーズ長浜店（*）（1982年（昭和57年）[136] - 2006年（平成18年）[要出典]）
- ショッパーズ宇和店（*）（1994年（平成6年）6月[80] - ）
  - 店舗面積3,796m2[80]、延べ床面積約6,097m2[80]。
- ショッパーズ大洲店（*）（- 2006年（平成18年）[要出典]）

（*）の店舗は「ありがとうグループ」（今治デパート）の運営で、ダイエーとの関係を解消して現存している。
- 南海百貨店本店（新居浜市若水町2-6-5[137]、）
  - 1971年（昭和46年）6月にFC契約に調印したが[138]、1986年（昭和61年）7月に提携を解消した[137]。

- 南海百貨店西条店（西条市大町1659-2[137]、）
  - 1971年（昭和46年）6月にFC契約に調印したが[138]、1986年（昭和61年）7月に提携を解消した[137]。

## 高知県

### 高知市
- 高知スーパー潮江店（高知市梅の辻168[139]、1961年（昭和36年）6月1日開店[139] - ?）
  - 店舗面積891m2[139]。
- 高知スーパー長浜店（高知市長浜626[139]、1962年（昭和37年）3月21日開店[139] - ?）
  - 店舗面積808m2[139]。
- 高知スーパー新本町店（高知市新本町2-2-21[139]、1962年（昭和37年）12月16日開店[139] - ?）
  - 店舗面積825m2[139]。
- 高知スーパーあたご店（高知市愛宕町3-5-10[140]、1967年（昭和42年）3月3日[140] - ?閉店）
  - 店舗面積660m2[140]。
- 高知スーパー江の口店（高知市愛宕町1-9-14[140]、1971年（昭和46年）8月8日[140] - ダイエーグループ離脱後、2006年（平成18年）10月15日閉店[141]）
  - 店舗面積693m2[140]。
- 高知スーパーバルザ店（高知市帯屋町[142]、1970年（昭和45年）5月2日開店[143] - ダイエーグループ離脱後、2006年（平成18年）10月15日閉店[141]）
  - 店舗面積2,391m2[142]。
  - ダイエーのFC2号店として開店した[143]。
  - 閉店後、跡地に分譲マンション「ビ・ウェル帯屋町」が建設されて1階にサニーマートのスーパー「毎日屋」が2009年11月7日に開店[144] した。
- 高知スーパーさえんば店（高知市菜園場8-12[140]、1959年（昭和34年）4月10日開店[139] - 1973年（昭和48年）6月提携[145] - ダイエーグループ離脱後、2006年（平成18年）9月末閉店[141]）
  - 店舗面積720m2[139]。
- 高知スーパーみその店（高知市一ツ橋1-206-4[139]、1971年（昭和46年）10月31日開店[139] - ダイエーグループ離脱後、2006年（平成18年）9月末閉店[141]）
  - 店舗面積600m2[139]。
- 高知スーパー宝永店（高知市宝永町5-5[146]、1966年（昭和41年）7月20日開店[139] - ダイエーグループ離脱後、2006年（平成18年）10月15日閉店[141]）
  - 店舗面積1,023m2[140]。
- 高知スーパーさんばし店（高知市桟橋通3-96[140]、1968年（昭和43年）11月23日開店[140] - ダイエーグループ離脱後、2005年（平成17年）2月閉店。サニーマートグループに売却後、毎日屋として営業）
  - 店舗面積935m2[142]。
- {高知スーパー万々店（高知市中万々809[146]、1975年（昭和50年）12月開店[131] - ダイエーグループ離脱後、2005年（平成17年）2月閉店。サニーマートグループに売却後、TSUTAYA万々店として営業）
  - 店舗面積2,695m2[131]。
- 高知スーパー・メイプル瀬戸店（高知市瀬戸東町[142]、1975年（昭和50年）11月開店[142] - 2005年（平成17年）1月） SC名称：瀬戸ショッピングセンター
  - 店舗面積1,328m2[142]。
- 高知スーパー横浜ニュータウン店（1988年（昭和63年）12月開店[142] - ダイエーグループ離脱後、2006年（平成18年）10月15日閉店[141]）
  - 店舗面積1,274m2[142]。
  - 閉店後、地元スーパーエースワンが引き継ぎ[141]、「エーマックス横浜店」として12月16日に開業。
- 高知スーパー一宮店（高知市一宮[142]、1984年（昭和59年）4月開店[142] - ?）
  - 店舗面積1,420m2[142]。
- 高知スーパー和泉店（高知市和泉町[142]、1984年（昭和59年）12月開店[142] - 2000年（平成12年）3月31日）
  - 店舗面積477m2[142]。

### 高知市以外
- 高知スーパー・メイプル土佐店（土佐市高岡町乙22-25[147]、1973年（昭和48年）11月9日開店[147] - 2000年（平成12年）6月30日[148]）
  - 敷地面積約2,214m2[147]、鉄骨鉄筋コンクリート造地下1階地上7階建て塔屋1階[147]、延べ床面積約3,132m2[147]、店舗面積約2,161m2[147]（当社店舗面積約836m2[147]）、駐車台数約265台[147]。
  - 「サンプラザ土佐ショッピング店」（約744m2）と共に「サンプラザ土佐ショッピングセンター」の核店舗として出店していた[147]。
  - 店舗跡はマルナカが買収して出店[148]。
- 高知スーパー・メイプル中村店（中村市右山五月町[142]（現：四万十市右山五月町）、1978年（昭和53年）10月開店[142] - 1999年（平成11年）7月25日）
  - 店舗面積482m2[142]。
- 高知スーパー・メイプル室戸店（室戸市室津[142]、1979年（昭和54年）11月開店[142] - 1999年（平成11年）9月12日）
  - 店舗面積475m2[142]。
- 高知スーパー前里店（ダイエーグループ離脱後、2006年（平成18年）10月15日閉店[141]）
  - 閉店後、地元スーパーサンシャインチェーンが引き継ぎ、2006年（平成18年）12月16日に「サンシャインベルティス」として開業。

## 福岡県
- まるまつ（大牟田市中島町2-6[149]、1964年（昭和39年）6月開店[150]）
  - 店舗面積3,776m2[150]。
- まるまつ ひばりケ丘店（大牟田市勝立上高田68-6[151]）
- まるまつ久福木店（大牟田市宮部49-8[151]）
- まるまつ久留米店（久留米市津福本町今畑235-3[151]）
- まるまつ小郡店（小郡市板井325-1[151]）

## 長崎県
- 九州マルエー早岐ショッピングセンター（佐世保市早岐[152]、1976年（昭和51年）11月[153] - ?）
売り場面積3,468m2[153]、駐車台数約200台[154]。

## 熊本県
- まるまつ荒尾店（荒尾市荒尾907-2[151]）
- まるまつ糠峰店（玉名市山田糠峰1836-150[151]）

## 大分県
- まるまつ日田店（日田市三本松1-13[151]）

## 鹿児島県
- 指宿ストアー指宿店（1981年（昭和56年）[103] - ?） 指宿市[103]
  - 1981年（昭和56年）にFC契約を締結[103]。

## 沖縄県
- わこうグリーンプラザ（沖縄市照屋1-1-3-5[155]、1977年（昭和52年）12月5日[156] - ?閉店）
売り場面積2,523m2[157] → 3,406m2[158]。
1975年（昭和50年）6月7日設立の[155]和興協業組合による寄合百貨店として開業し[156]、1984年（昭和59年）から[159]フランチャイズ方式での商品供給を行っていた[160]。
- コザショッピングセンター（沖縄市中央1-32-7[161]、1977年（昭和52年）12月[158] - ?閉店）
売り場面積3,213m2[157][158]。
1984年（昭和59年）から[159]フランチャイズ方式での商品供給を行っていた[160]。

## かつてフランチャイズや業務提携で店舗を運営していた会社
かつて、店舗を運営していたことがある会社（業務提携・FC契約含む）で、ダイエーの直営化や子会社化されなかったものを記述する。

### 北海道地区
- FC東武（1982年（昭和57年） - 2006年（平成18年）、フランチャイズ契約解除）

### 東北地区
- FC十鉄ターミナルビル（1985年（昭和60年）10月[34] - 2003年（平成15年）3月、フランチャイズ契約解除） 青森県
  - 十和田観光電鉄が建設した建物を子会社の十鉄ターミナルビルが建物を管理し、スーパー事業を開始するのに伴いダイエーとFC契約を行った[34]。全2店。
  - その後、2003年（平成15年）にFC契約を解消、2006年（平成18年）3月には商品供給が解消されダイエーとは縁がなくなる。[要出典]
  - その後は、ダイエーに似たようなシンボルマークを掲げ独自で営業するも売上げの伸び悩んだ。2006年（平成18年）には全店が閉鎖された[43]。
- FCむつショッピングセンター（1971年（昭和46年）1月[162] - 1982年（昭和57年）FC契約 - 2002年（平成14年）2月、フランチャイズ契約解除） 青森県むつ市田名部町8-39[163]
  - むつ市内でショッピングセンターを展開していた会社。1982年（昭和57年）にダイエーとFC契約を結んでいたが、2002年（平成14年）2月にFC契約を解消した[20]。
  - 1971年（昭和46年）1月の設立で最盛期には7店舗を展開し[162]、1997年（平成9年）9月期には売上高が80億円を超えて[20] 1999年（平成11年）9月期も売上高約78億円を上げていたが[162]、その後は競合する大型店の出店で売上が減少して2004年（平成16年）9月期には売上高約50億円まで落ち込んで[162] 40億円に上る中央店への設備投資が結果として重荷となり[20]、2005年（平成17年）9月20日に約40億円の負債を抱えて全5店舗を閉鎖して経営破綻した[20]。
- FC野宮 → FCスーパーストア（? - 2006年（平成18年）、フランチャイズ契約解除） 青森県
  - 青森の北津軽地区を中心に展開するスーパーマーケット。ダイエーとFC契約を結びFC店を3店展開。商品供給等を行っていた。[要出典]
  - 2004年（平成16年）4月1日付で社名をスーパーストアに変更。2006年（平成18年）をもってFC契約を解消するもOMCカードは現在もFC時代の名残で使用が可能。[要出典]
- FCシティ商事（1976年（昭和51年）[48] - 2006年（平成18年）2月、商品供給契約を解除 - 2008年（平成20年）特別清算開始決定[164]） 岩手県
  - ダイエーとFC契約を結びシティ青山内にダイエーを展開していた[48]。全1店
  - 2003年（平成15年）のフランチャイズ契約解除の後も商品供給のみを継続していたが、2006年（平成18年）2月に商品供給も停止となって取引が終了した[48]。
  - 2008年（平成20年）2月に開催した株主総会で解散を決議し、同年4月4日に約90億円の負債を抱えて盛岡地方裁判所より特別清算開始決定を受けて清算された[164]。

### 関東地区
- FCグリーンショッピングセンター（1975年（昭和50年）10月20日FC契約[165] -?） 茨城県岩井市辺田1517[163]（現：坂東市辺田1517）
- FCセイブ（1980年（昭和55年）9月提携[145] - ?） 茨城県水戸市住吉町284-1[163]
- スーパー宮鈴（1963年（昭和38年）[166] - ?） 千葉県銚子市新生1-72[166]
  - 店舗面積280m2[166]。
  - 1980年（昭和55年）9月提携[167]
- FC関宿ショッピングセンター（1985年（昭和60年）3月10日[69] - ?） 千葉県東葛飾郡関宿町東宝珠花182[69]（現：野田市東宝珠花182）
  - 店舗面積1,515m2[69]。
  - ダイエー関宿店の跡にはエコス関宿店が出店した[168]。
- 宝屋（秩父市[169]）
  - 1970年（昭和45年）7月24日にダイエーとフランチャイズ契約で提携し[170]、将来的なダイエー傘下入りを前提に商品の供給を受けることになった[169]。

### 甲信越・北陸地区
- FCニシザワ（1974年（昭和49年）7月5日にフランチャイズ契約を締結[171] - 2005年（平成17年）、商品供給契約を停止） 長野県
  - 長野県を中心に展開する地場スーパー。ダイエーと資本提携せずに商品供給を主とするFC契約締結し[89]、ダイエーを冠に「ショッパーズ」「ベルシャイン」の名前を使い店舗展開を行った。
  - 現在はダイエーの経営悪化により契約を打ち切り単独で事業を行っている。なお、グループの「グルメシティ諏訪インター店」が撤退する際には後継店として名乗りを上げて出店した[172]。
- FC山交（1989年（平成元年） - 2003年（平成15年）、ダイエー撤退により提携解消） 山梨県甲府市丸の内1丁目3番3号
  - 国際興業グループで山梨交通グループの百貨店部門の会社。[要出典]
  - 百貨店事業だけでなくダイエーと提携後はSC開発に力を入れていた。[要出典]
  - ダイエー撤退による提携解消後は巨額の負債を抱え、SCの運営は他に任せ百貨店の運営も山交百貨店により運営されている。山交自体は甲州管財に社名を変更し清算された。[要出典]
- FCマルワフード（? - ?） 石川県
- FCヤスサキ（? - ?） 福井県

### 近畿地区
- 稔屋商事 主婦の店長瀬店（1981年（昭和56年）[103] - ?） 大阪府東大阪市[103]
  - 1981年（昭和56年）にFC契約を締結[103]。

- さとう
  - 1970年（昭和45年）7月24日にダイエーとフランチャイズ契約で提携し[170]、同社の衣料品スーパー3店舗で食品売り場をダイエーが担当することになった[169]。

### 中国地区
- FC鶴屋（1971年（昭和45年）2月17日 FC契約調印[173] - 1979年（昭和54年）2月FC契約解消[174]) 広島県
  - 1958年（昭和33年）11月4日に尾道市の専門店会加盟の有志16名の共同出資で「尾道フードセンター」として設立され、1959年（昭和34年）1月に「株式会社主婦の店」に商号を変更し、1966年（昭和41年）7月に「株式会社鶴屋」に商号を変更した[112]。
  - 尾道市内で展開していたスーパーマーケットチェーン。自社の長江店と駅前店をダイエー鶴屋の屋号で運営していた。[要出典]

- 福屋
  - 1970年（昭和45年）7月24日にダイエーとフランチャイズ契約で提携し[170]、全商品の供給および経営指導を受けることになった[169]。

### 四国地区
- FCハトヤ（1965年（昭和40年） - 1973年（昭和48年）3月FC契約 - 1989年（平成元年）、ショッパーズエイシンと合併） 徳島県
  - 鳴門市内で展開していた老舗百貨店。ダイエーとは1973年（昭和48年）にFC契約を結び商品供給などを行ってきた。[要出典]
  - 1989年（平成元年）にスーパーを運営していた岡山のエイシン及び愛媛のダック松山と合同合併し消滅した。[要出典]
- FC高知スーパーマーケット（1958年（昭和33年）3月27日設立[175][176]）高知市高須南大潮田1683[176]
  - 1969年（昭和44年）4月にダイエーと提携[145]。
- FCコーノ（1976年（昭和51年）3月[130] - 2005年（平成17年）） 愛媛県松山市三津3-5-40[163]
  - 1975年（昭和50年）に設立された河野興産グループの会社でスーパーを運営[127]。1976年（昭和51年）3月[130] にダイエーと提携し三津ショッパーズプラザをオープンさせ、最盛期には6店舗を構えた[127]。
  - しかし大型店の進出により業績が低迷[127]。2000年（平成12年）8月に河野興産グループの5社（河野興産、コーノ、コーノ地形、エヒメ木材防腐、コーノ集成材）と共に松山地方裁判所に民事再生法の適用を申請[127]。
  - 2005年（平成17年）にダイエーが四国撤退の為、提携を解消。
- FC今治デパート 愛媛県（1971年（昭和46年）11月設立[177] - ?） 愛媛県今治市旭町1-4-11[177]
  - 1972年（昭和47年）9月開店[123]。
- 南海百貨店
  - 1971年（昭和46年）6月にFC契約に調印[138]。
- 高知スーパー
  - 1973年（昭和48年）6月提携[145]

### 九州地区
- 株式会社まるまつ（大牟田市中島町2-6[151][178]、1964年（昭和39年）6月26日設立[151][178]）
  - 1964年（昭和39年）6月26日に「株式会社スーパー松屋」として設立され[151]、1971年（昭和46年）6月にFC契約に調印し[138]、同年11月に「株式会社まるまつ」に商号変更した[151]。1979年（昭和54年）4月に株式会社エムモードと株式会社エフエムを吸収合併し、1981年（昭和56年）8月に松屋からコンビニエンスストア事業を継承した[178]。1988年（昭和63年）3月に日田店を分離した[178]。
- 株式会社タイヨー
  - 1973年（昭和48年）10月に商品供給を受けるFC契約を締結[179]。
- FC指宿ストアー（1981年（昭和56年）[103] - ?） 鹿児島県指宿市[103]
  - 1981年（昭和56年）にFC契約を締結[103]。
- FCアサヒストア長崎市
  - 1973年（昭和48年）7月1日FC契約[180]。

## 参考資料
- 第52回定時株主総会招集ご通知(PDFファイル)[リンク切れ] 新3か年計画に伴う閉鎖店舗（2002年（平成14年））
- 第52回定時株主総会招集ご通知(PDFファイル)[リンク切れ] 経営再建計画に伴う閉鎖店舗（2005年（平成17年））
- 福岡商工会議所「福岡市商店街マーケット名簿」（1980年（昭和55年））
- 西日本新聞「'82福岡商圏調査-地下鉄開通に伴う影響分析-」（1982年（昭和57年））